# Christian Finnegan
Fletcher Christian Finnegan, född 1 april 1973 i Albany, New York, är en amerikansk komiker och skådespelare.